# Traffipax

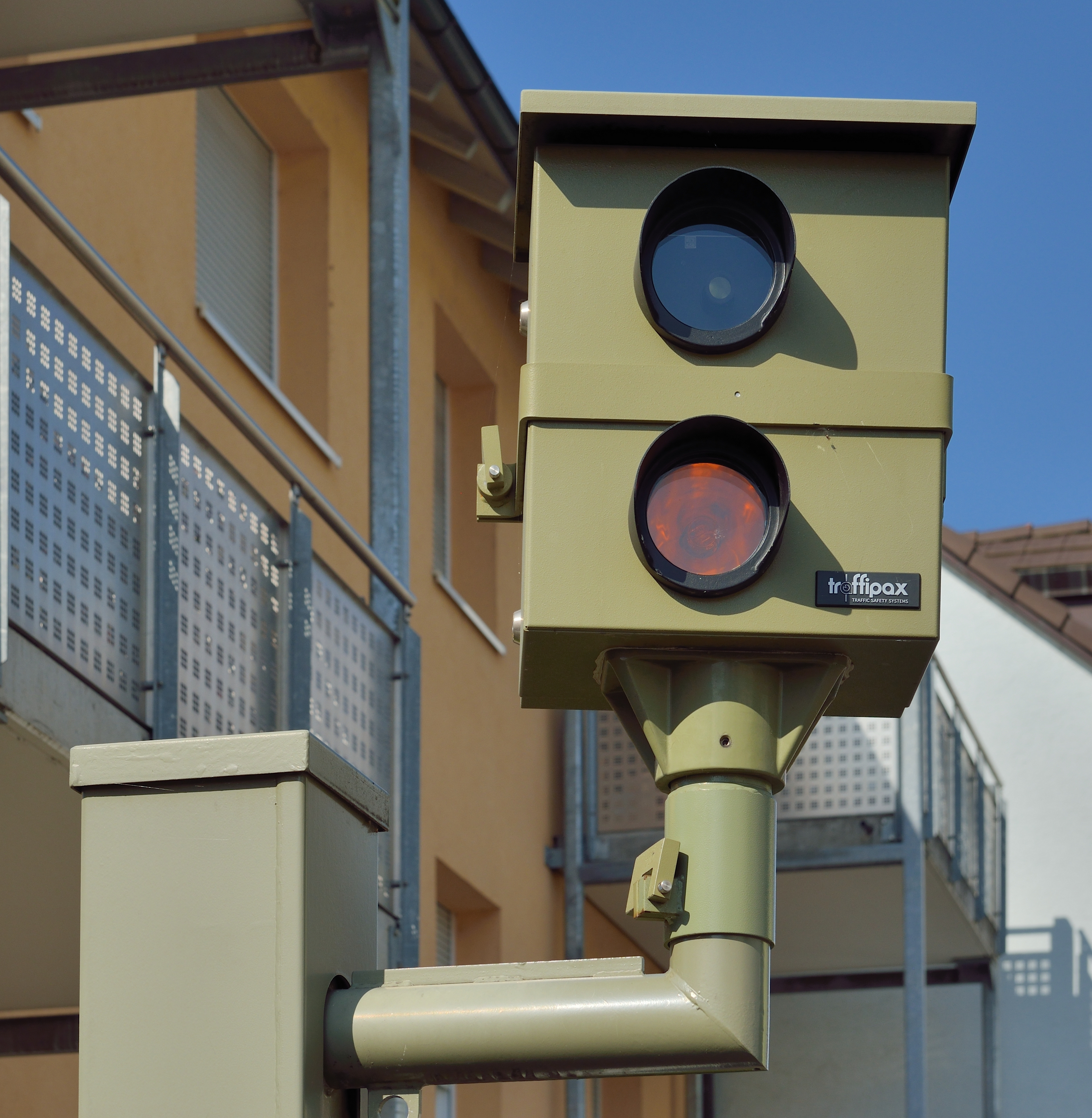
Traffipax, fix telepítésű sebességmérő eszköz Lörrach, délnyugat-német városban

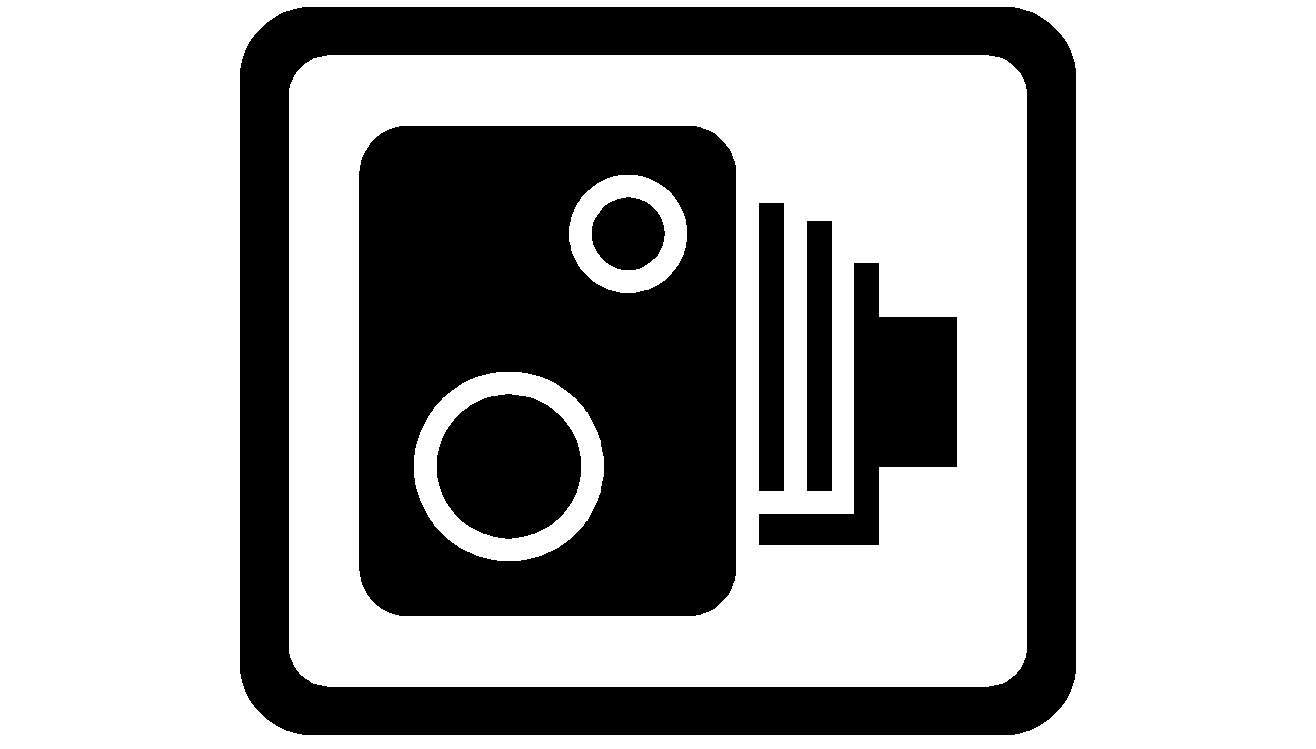
Közúti ellenőrzés – Traffic Control

A traffipax Magyarországon a közúti sebességmérő műszerek köznyelvben elterjedt összefoglaló neve. Valójában ez egy cégnév, mivel a '80-as, '90-es években a Jenoptik Robot GmbH (korábban Robot GmbH) nevű német cég műszereit alkalmazták itthon sebességmérésre, melyek "Traffipax" márkanéven futottak (pl.: Traffipax Mesta, Traffipax Microspeed, Traffipax Speedophot). A köznyelv átvette, s azóta ez a név rajtamaradt a többi, nem a Robot cég gyártotta műszeren is. Magyarországon napjainkban radar- és lézer-elvű eszközökkel találkozhatunk. A sebességmérő műszerek évről évre folyamatos szervizelést és hitelesítést igényelnek; a jogszabályi háttér változása miatt (18/2008 GKM rendelet) pedig csak elektronikus módon történhet a szabálysértések dokumentálása.

## Radarok

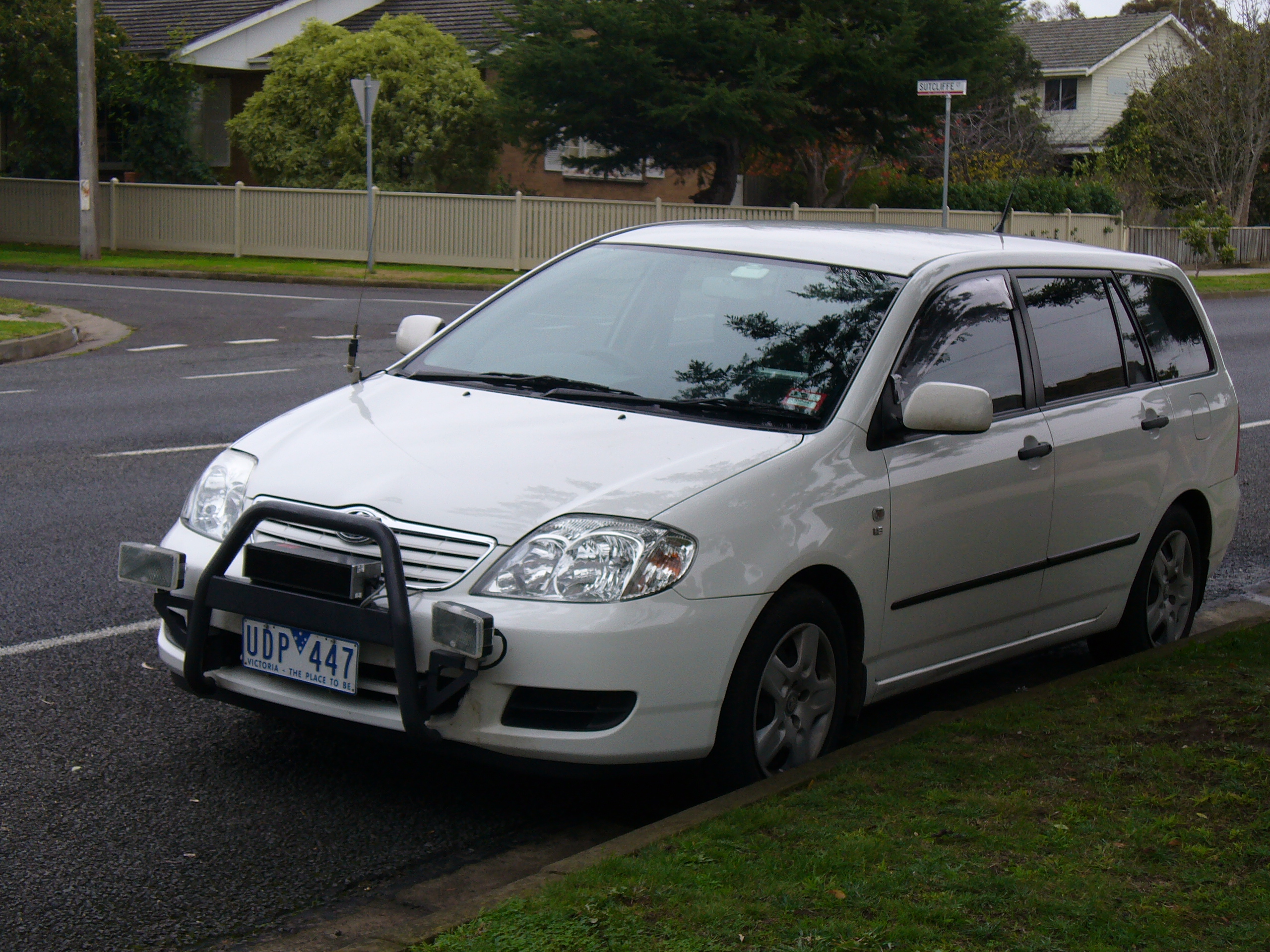
Mobil radaros sebességmérő Geelong városában

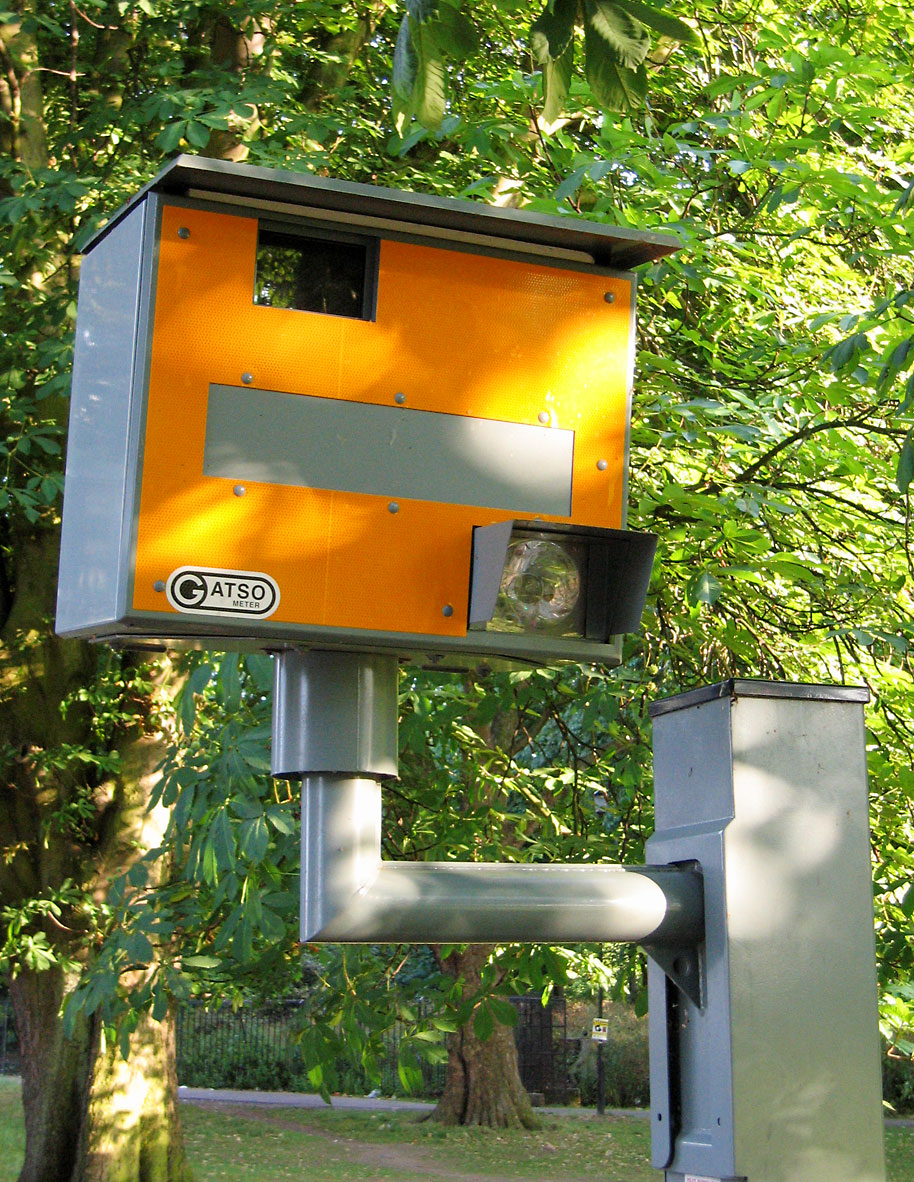
Gatso gyártmányú radaros sebességmérő Nagy-Britanniában

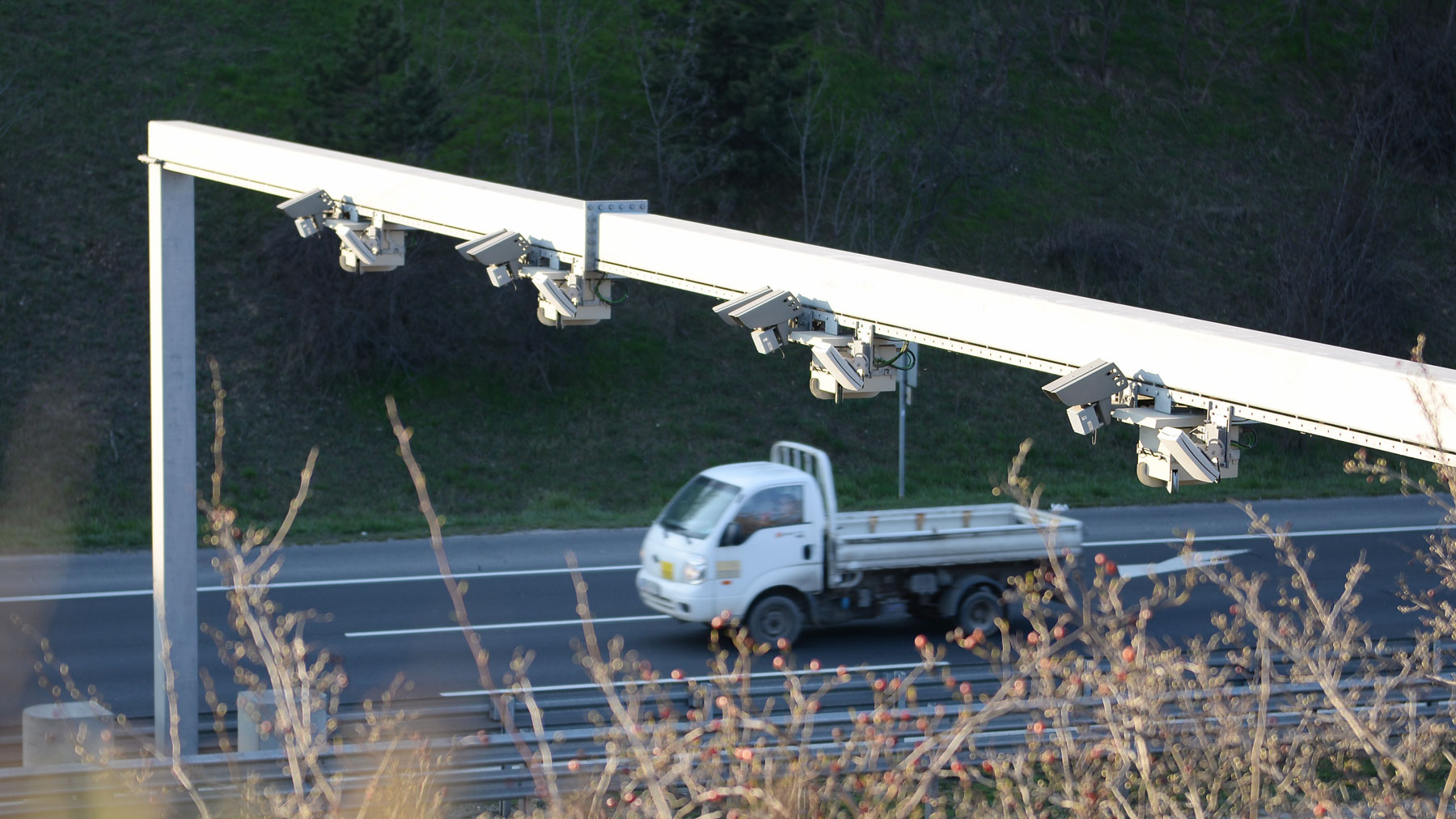
TrafficSpot fix forgalmi ellenőrző pont az M7-es autópálya érdi kijáratánál

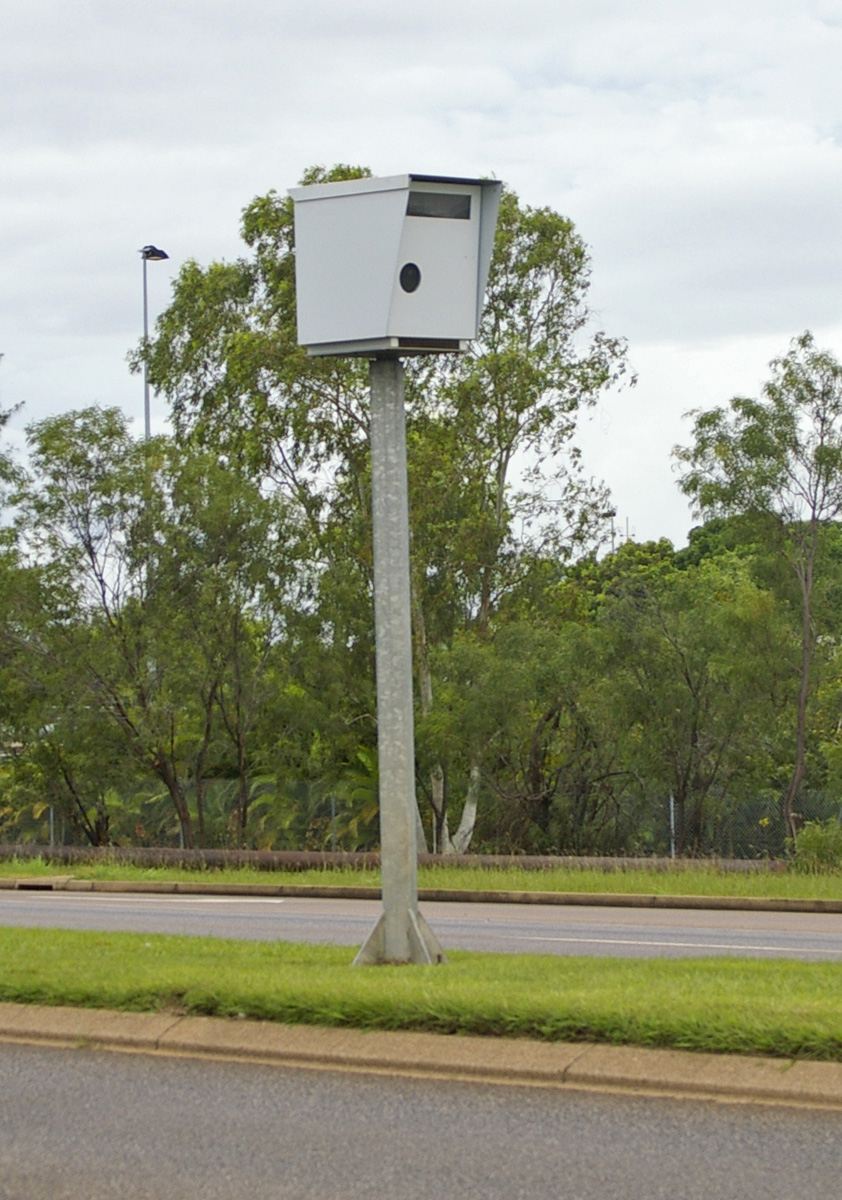
Fix telepítésű sebességmérő Darwin-ban

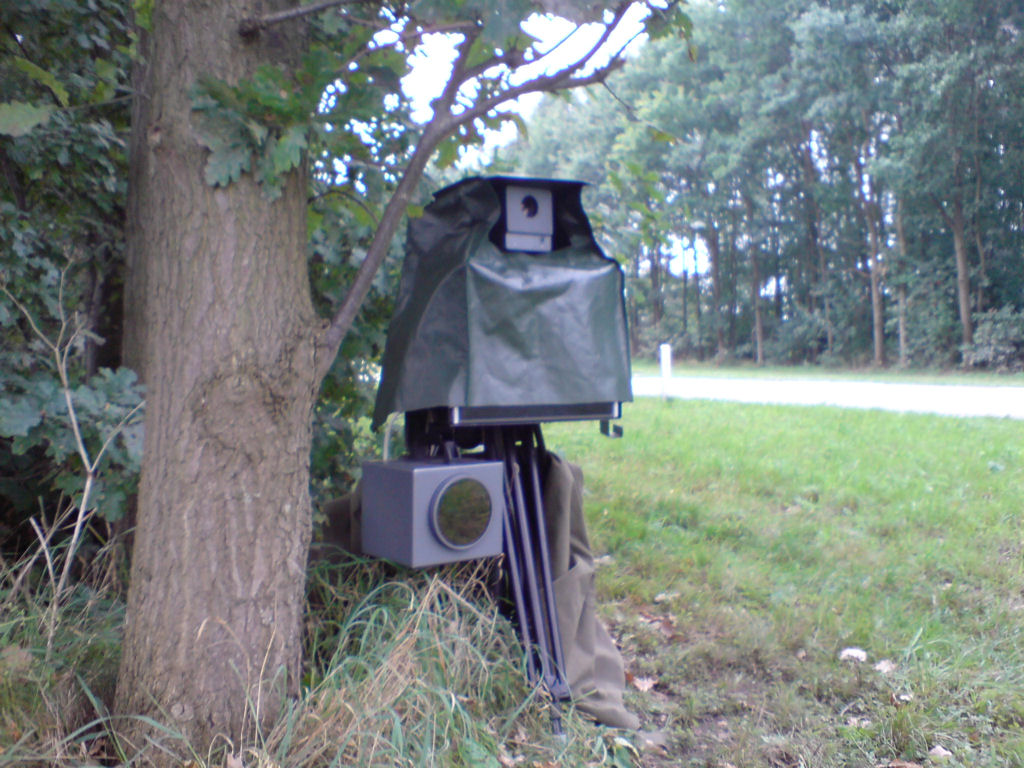
Álcázott sebességmérő

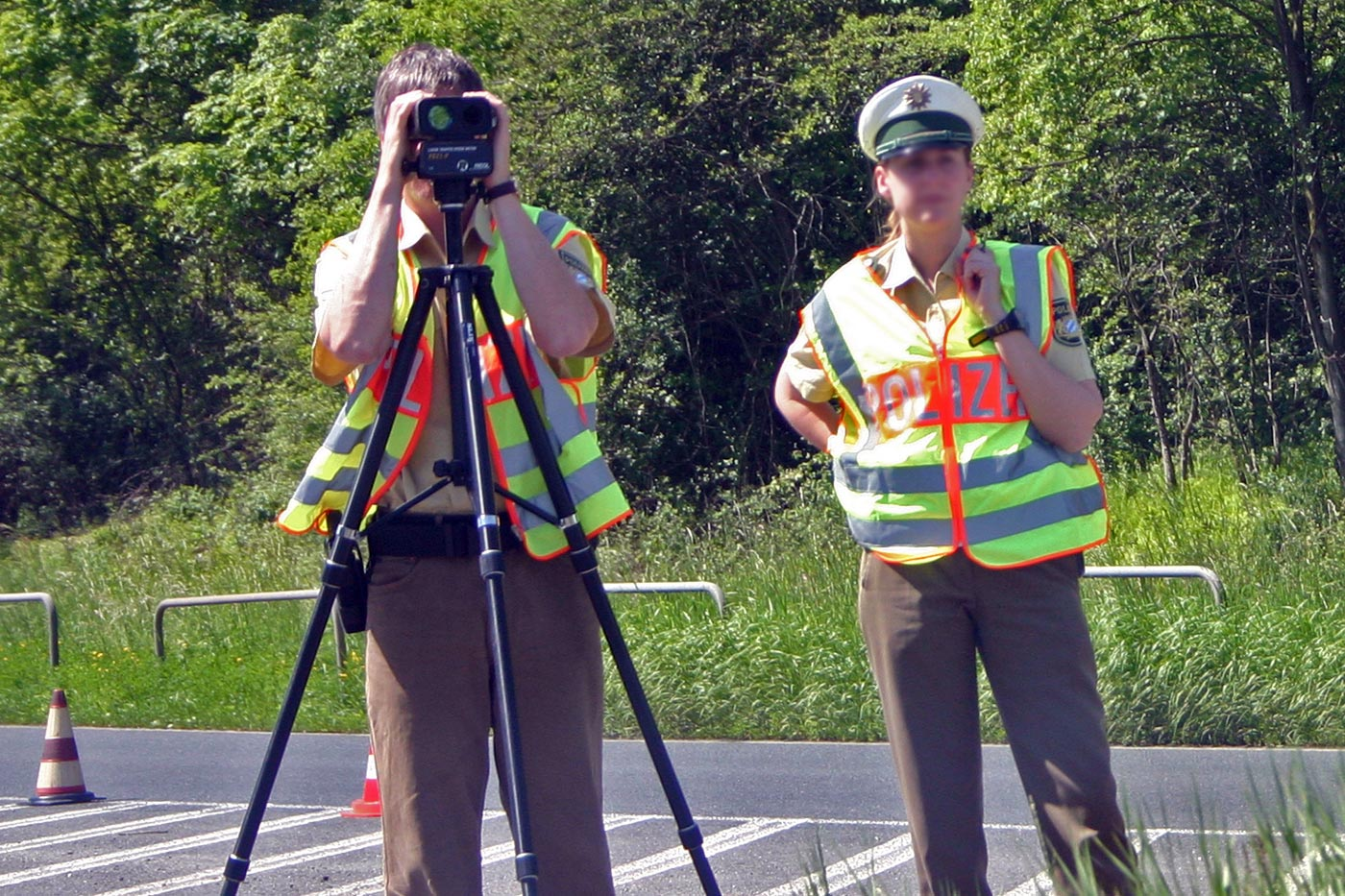
Lézeres sebességmérés Németországban

A RADAR mozaikszó (RAdio Detection And Ranging), az elektromágneses hullámok segítségével történő helyzetmeghatározást értjük alatta. Minden radar a Doppler-jelenségen alapul. A radar elven működő sebességmérő-készülékek különböző frekvenciákon működnek: X, X1, X2, K, Ku, Ka.

### X1 sáv (9,41 GHz)
Traffipax Mesta 204 DD típusú radarokat 1972-től használta a rendőrség. Egy nagyméretű radar antennából és egy tachográfból állt. Ebből eredetileg 22 darab üzemelt fixen beépítve személygépkocsikba, de az utolsó 2004-ben vonult nyugdíjba.

### Ku sáv (13,450 GHz)
Traffipax micro speed 09 típusú radarok 1987-1990 között érkeztek hazánkba. Ezekből 15 darab volt, de idővel selejtezték őket. Ismertetőjegyük egy nagy radarernyő volt, amit a rendszámtábla fölé akasztottak, de a jármű mozgása közben ezt le kellett szerelni. Hatótávolsága 45 méter volt.

### K sáv (24,125 GHz)
A Traffipax Speedophot nevű radarok K sávon üzemelnek, és 1994 óta alkalmazza őket a rendőrség. Ismertetőjegyük a rendszámtábla fölé beépített fix radarernyő, és egy ködlámpának álcázott vaku volt. Ezeket kezdetekben Skoda Favoritokba építették, majd az autók kiöregedésével továbbvándoroltak más hordozóautókba. Összesen 17 darab került ebből az országba, de idővel selejtezték őket.

### Ka sáv (34,3 GHz)
Magyarországon jelenleg ez a legelterjedtebb radar frekvencia.
- 1996-ban 20 darab Multanova 6F típusú sebességmérőt szereltek be, zöld és sötétkék színű Skoda Feliciákba. Ismertetőjegyük a fekete kúp alakú radarantenna volt, amit az embléma helyére szereltek fel. A közeledő és távolodó autókat maximum 40 méterről tudta bemérni. A Multanovákat időközben selejtezték.[5]
- 2006-tól 6 darab RAMET AD9 típusú műszer üzemel fix telepítési helyeken az M0, M1, M1/M7 autópályákon. Ezek szintén Ka sávot használnak. Maximális mérőtávolságuk 60m, és a vakujuk vörös színű. Nem jut mindegyik mérőszekrényekbe műszer, így folyamatosan áttelepítik, és cserélgetik őket.[6]
- 2005-től hasonló módon működik a Balaton déli partján 1 darab Ramet Ramer 7M, ami felváltva a neki kialakított 4 darab páncéldoboz egyikében dolgozik Kőröshegyen, Balatonszárszón, vagy Balatonföldváron. Mérési távolsága szintén max. 60 m.[7]

### TrafficSpot
A 132 darab fix telepítésű TrafficSpot sebességmérőt (más néven VÉDA Közúti Intelligens Kamerahálózat vagy Komplex Közlekedési Ellenőrzési Pont (KKEP)) 2015 végén kezdték el kihelyezni az országban. A radar mellett ez a típus rendelkezik lézer szenzorral, DSCR antennával és rendszámfelismerő szoftverrel is. A fedélzeti egység intelligensen kiszámítja a mért és az észlelt adatokat; jelöl minden egyes járművel kapcsolatos eseményt, azonosítja a sávot, a helyet és az időpontot. Ezek a kamerák tehát nem csak sebességmérésre alkalmasak, hanem többféle szabályszegést lehet velük dokumentálni.

## Lézerek

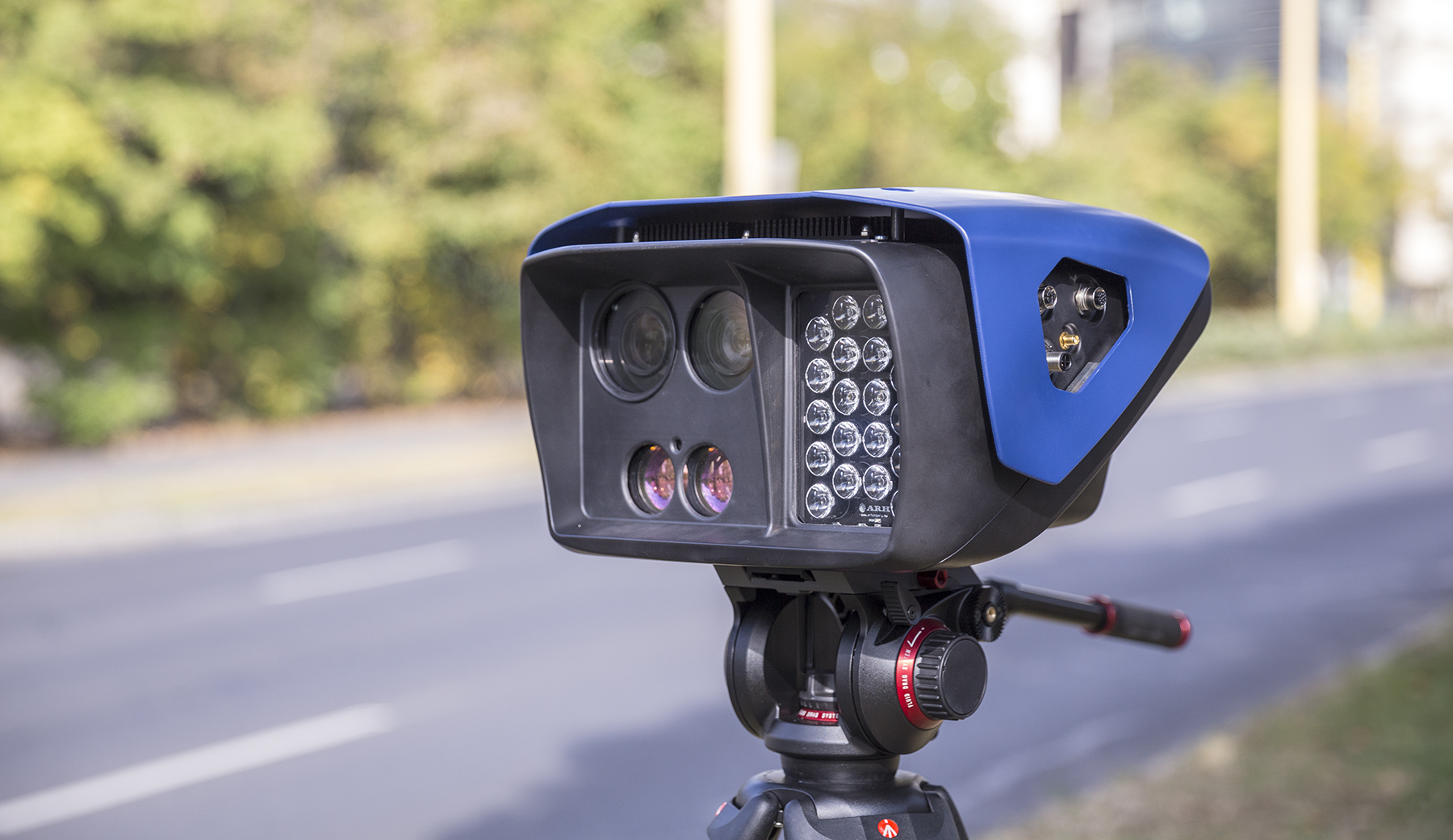
ARH CAM-S1 lézervezérelt mobil közlekedésellenőrző eszköz

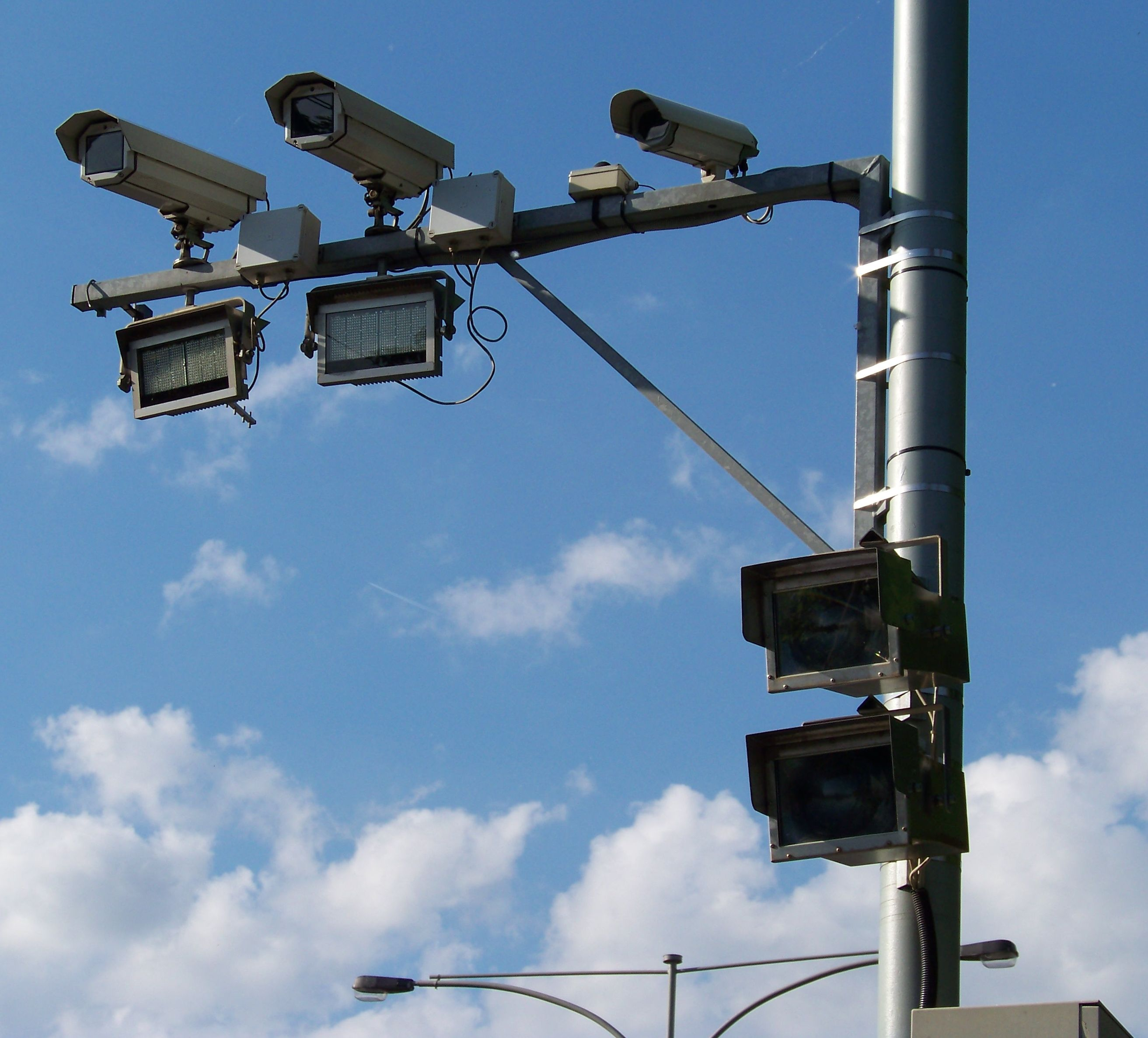
Fix telepítésű kamerahálózat Csehországban

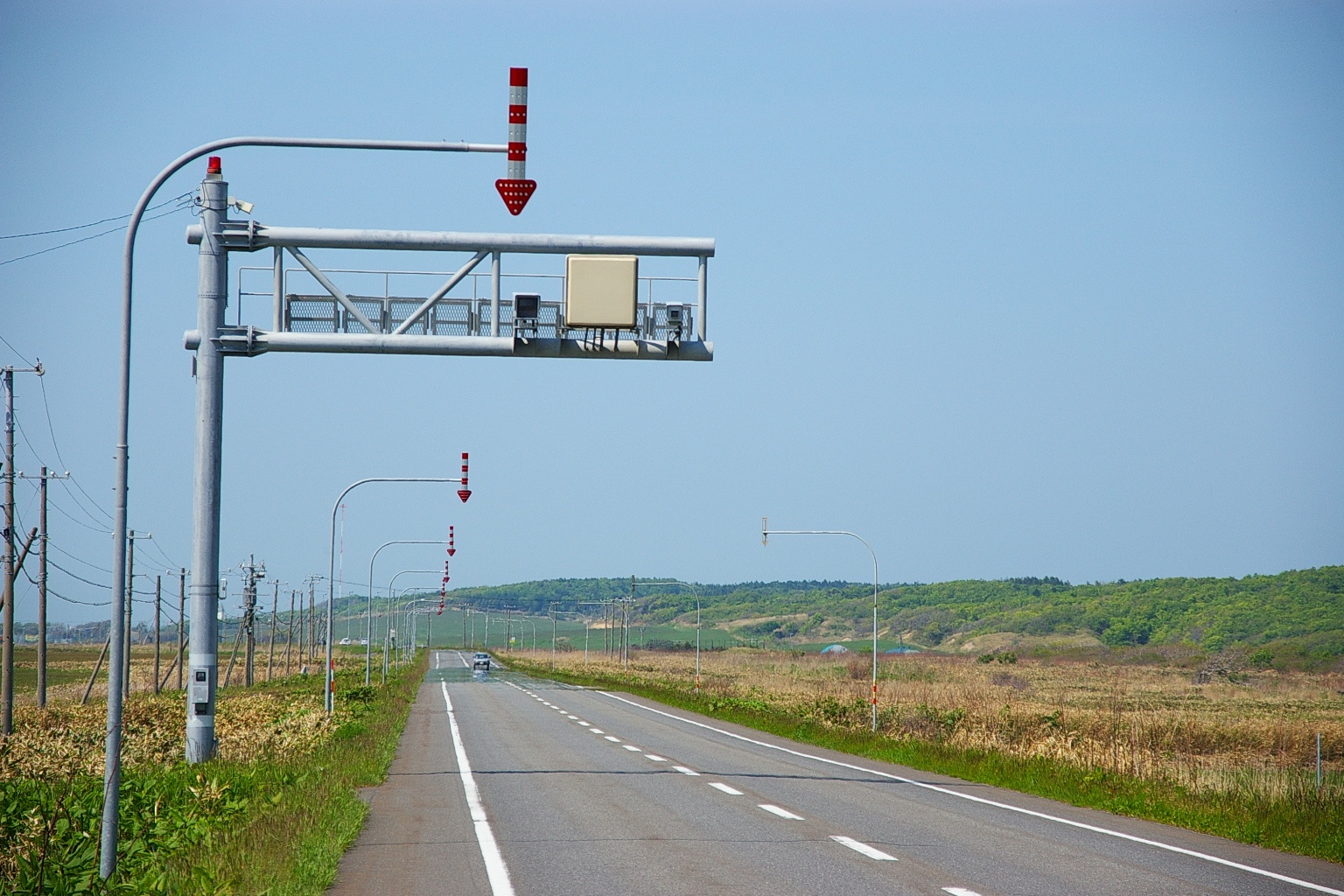
H-system sebességmérő

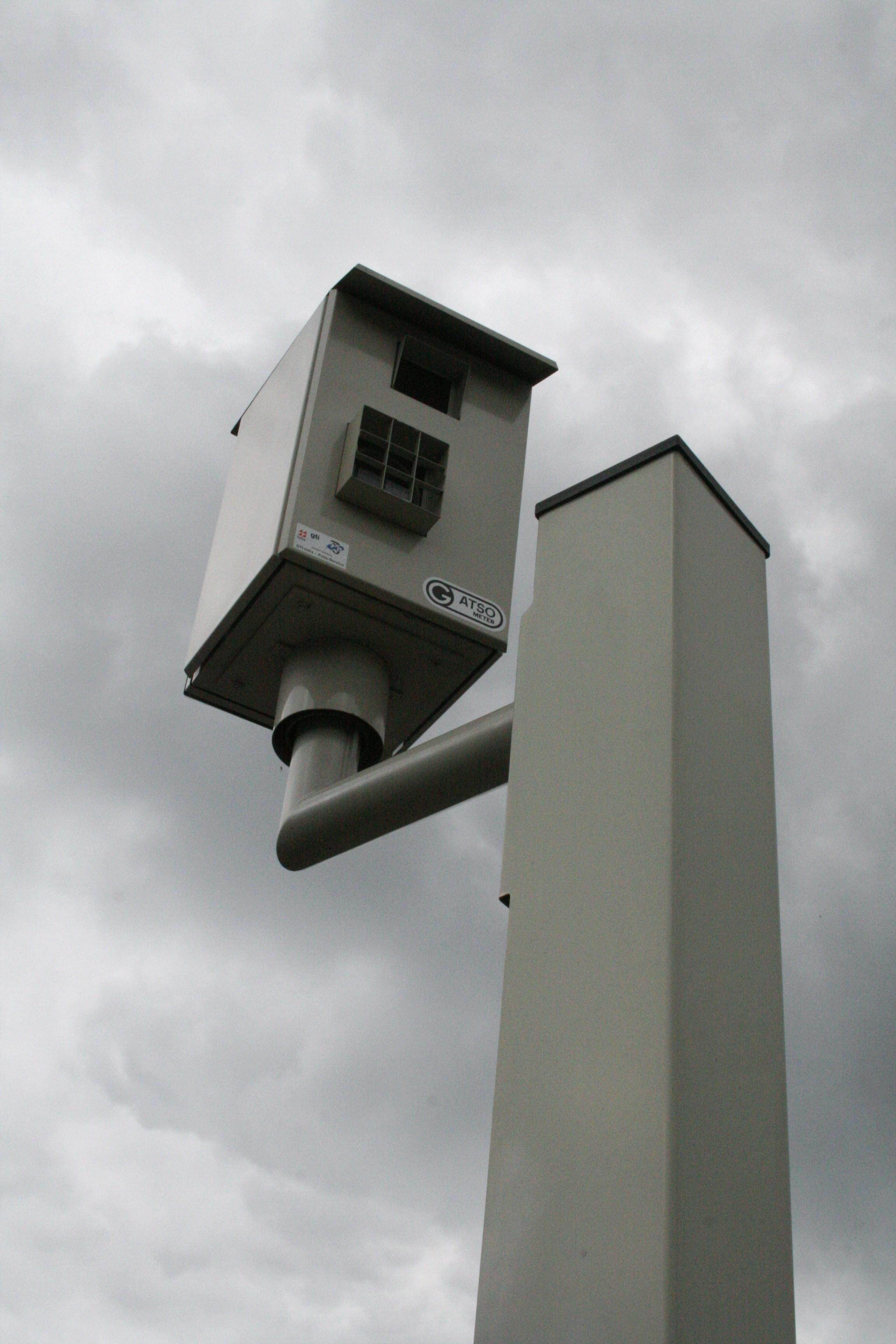
Radaros sebességmérő Belgiumban

A lézerek 1996 körül jelentek meg az országban. Angol nevük (lidar traffic enforcement) a LIDAR (LIght Detection And Ranging, a radar látható fényt használó megfelelője) mozaikszóból ered. A sebességet a radarhoz hasonlóan a Doppler-hatás segítségével számítják ki. A lézerek hatótávolsága nagyságrendekkel nagyobb, mint a radaroké, és mivel a lézersugár nyílásszöge rendkívül kicsi, így nem is szóródik annyira emiatt nem is nagyon lehet őket előre jelezni). Külön hordozójárműre nincs szükségük, használhatják őket háromlábú (tripod) állványról; fejtámla helyére szerelhető tartóról (anyósülés fejtámlájáról); vagy akár egy számukra kialakított páncéldobozba telepítve (bár utóbbi típusfüggő). Hazánkban jelenleg a lézeres elvű műszerek vannak többségben.

### VHT Muvitas
Autóba szerelhető, VHS kamerához hasonló VHT-700-ból 10 darab, míg VHT-710-ből 4 darab üzemelt az országban. Ezeket 1997-ben szerezték be, és 950 nm-es hullámhosszon működtek. Maximum 250 méterig tudott mérni, ami a lézerekhez képest alacsonynak mondható. Képes volt követési távolság mérésére is, de általában csak álló helyzetben használták. Mivel rövid volt a hatótávolsága, és a Muvitas fejlesztése is leállt, így lassan selejtezték őket.

### VHT FámaLézer I
Ez a FámaLézer család első tagja. Mindössze 1 darab üzemelt belőle az országban 1995-1996 között, mivel időközben megjelent utódja, a FámaLézer II.

### VHT FámaLézer II
1996 és 2000 között 24 darab került belőle hazánkba. 904 nanométeres hullámhosszon működött, és a ProLaser II típus távolságmérőjén alapult. Dokumentálása videófelvétellel történt, és maximum 1000 méterre látott el. Mára selejtezték őket.

### VHT FámaLézer III
2000 és 2005 között ebből a típusból 19 darab került az országba. Alapja a 904 nm frekvencián működő ProLaser III lézeres sebességmérő, ami akár 1800 méterre is ellát. Az opcionálisan rendelhető GPS modul segítségével mozgás közben is tud mérni. A műszer színe szürke. Egyszerűsített, olcsóbb változata VHT LightFáma III fantázianevű műszer, melyből 2003-2005 között 21 darabot szereztek be. Ennek a továbbfejlesztett változata a VHT LightFama III/DV, ami már Mini DV rendszerű színes videókamerával van felszerelve. Ebből 2005 és 2008 között öt darabot szereztek be. A jogszabályi változások miatt a FámaLézer III-as műszereket selejtezték.

### VHT FámaLézer III/DVR
Az előző típus továbbfejlesztett változata. Mint az elődje, ez is ProLaser III sebességmérővel van felszerelve, de ez már teljesen digitális, és új dokumentálóegységgel rendelkezik. A műszer színe fekete. GPS-szel ellátott verziója mozgás közben is tud mérni. 2005 és 2006 között 10 darabot szereztek be belőle. A jogszabályi változások miatt időközben selejtezték őket.

### VHT FámaLézer III/DVRM
Az előző típus továbbfejlesztett változata. Ez már MPEG-4 formátumban SD kártyára rögzíti a felvételeket, de ugyanúgy ProLaser III-al dolgozik. GPS-el ellátott verziója mozgás közben is tud mérni; beépített infravörös optikájának segítségével pedig éjjel is használható. A műszer színe fekete. 2006 és 2008 között ebből a típusból 33 darab került a rendőrséghez. A jogszabályi változások miatt időközben selejtezték őket.

### NJL SCS-101
2005 és 2006 között 9 darabot szereztek be belőle. Szintén 904 nm-en üzemel, de ebben már LTI 20-20 UltraLyte Compact lézeres sebességmérő van. A rendszámot maximum 120 méterről ismeri fel, de akár 1000 méterre is ellát. Használható automata és kézi üzemmódban is. Csatlakoztatható hozzá GPS antenna, amelynek segítségével mozgás közben is tud mérni. A műszer színe fekete.

### NJL SCS-102
Az SCS-101 továbbfejlesztett változata. 2006 óta 15 darab üzemel belőle az országban. 905 nm frekvencián dolgozik egy LTI Universal Laser Sensor típusú sebességmérővel. Akár 1700 méterre is ellát. Ismertetőjegye, hogy fehér színű. Ezt a típust alkalmazzák fix páncéldobozba telepítve is, például Diósdon vagy Kaposváron. Csatlakoztatható hozzá GPS antenna, amelynek segítségével mozgás közben is tud mérni.

### NJL SCS-103
Az SCS-102 továbbfejlesztett változata. 50 darabot szereztek be belőle 2009-ben. Ugyanazon LTI mérőegység dolgozik benne, mint a SCS-102-ben. Akár 1000 méterre is ellát, de a rendszám max. 100-150 méterről olvasható le. Videófelvétel helyett ez már képet készít, amit online továbbít a központba. Akár automata üzemmódban is használható, infraledekből álló fényvetőjének köszönhetően pedig éjszaka is tud mérni. Fekete színű, nagyon hasonlít az SCS-101-re, de az oldalán van egy sárga csík.

### ARH CAM-S1
2015-ben 160 darabot kapott ebből a rendőrség. Az eszköz több szabálysértés-figyelő üzemmódban is működik és kommunikációs egységgel is rendelkezik. A rendszer sebességmérésen kívül a szabálytalan sávhasználatot, vagy akár a piros lámpán történő áthaladást is automatikusan képes figyelni és a rögzített adatokat továbbítani. Fekete alapon kék színű.

## Előrejelzésük
Magyarországon a radardetektor használata legális, míg a lézerblokkoló birtoklása illegális.

## Tévhit – Sebességkijelző táblák
Az országban sok helyen találkozhatunk sebességkijelző táblákkal. Ezek az elektronikus táblák nem szankcionálnak, joghatással járó sebességmérés nem végezhető velük. Céljuk a figyelemfelkeltés; a sofőrök ösztönzése arra, hogy csökkentsék a sebességet.

## Külső hivatkozások
- Radartörténelem – Sebességmérés.info
- Lézertörténelem – Sebességmérés.info
- Dobozok – Sebességmérés.info
- VHT.hu
- Traveltech